# 1436
Пізнє Середньовіччя •  Відродження •  Реконкіста •  Ганза •  Столітня війна •  Ацтецький потрійний союз

## Геополітична ситуація
Османську державу очолює Мурад II (до 1444). Імператором Візантії є Іоанн VIII Палеолог (до 1448), а імператором Священної Римської імперії — Сигізмунд I Люксембург (до 1437). У Франції королює Карл VII Звитяжний.
Апеннінський півострів розділений: північ належить Священній Римській імперії, середню частину займає Папська область, південь належить Неаполітанському королівству. Деякі міста півночі: Венеція, Флоренція, Генуя тощо, мають статус міст-республік.
Майже весь Піренейський півострів займають християнські Кастилія і Леон, де править Хуан II (до 1454), Арагонське королівство на чолі з Альфонсо V Великодушним (до 1458) та Португалія, де королює Дуарте I Португальський (до 1438). Під владою маврів залишилися тільки землі на самому півдні.
Генріх VI є королем Англії (до 1461). У Кальмарській унії (Норвегії, Данії) королює Ерік Померанський. В Угорщині править Сигізмунд I Люксембург (до 1437). Королем польсько-литовської держави є Владислав III Варненчик (до 1444). У Великому князівстві Литовському княжить Сигізмунд Кейстутович (до 1440).
Частина руських земель перебуває під владою Золотої Орди. Галичина входить до складу Польщі. Волинь належить Великому князівству Литовському. Московське князівство очолює Василь II Темний.
На заході євразійських степів править Золота Орда. У Єгипті панують мамлюки, а Мариніди — у Магрибі. У Китаї править династія Мін. Значними державами Індостану є Делійський султанат, Бахмані, Віджаянагара. В Японії триває період Муроматі.
У Долині Мехіко править Ацтецький потрійний союз на чолі з Іцкоатлем (до 1440). Цивілізація майя переживає посткласичний період. Проходить становлення цивілізації інків.

## Події

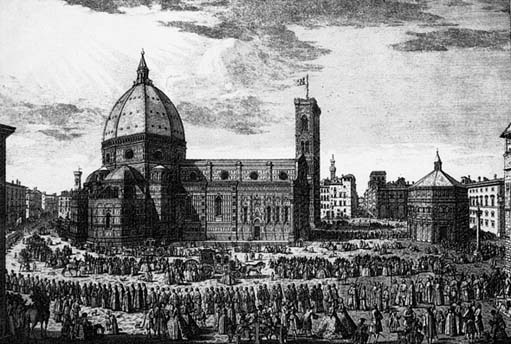
25 березня: Освячення Санта-Марія-дель-Фйоре.

- Митрополитом Київським став Ісидор, прихильник об'єднання церков.
- Богемія прийняла імператора Сигізмунда I Люксембурга як короля, чим остаточно завершилися Гуситські війни.
- Від руки вбивці загинув очільник шведських повстанців Енгельбрект Енгельбректсон. Його замінив Карл Кнутссон. У січні короля Еріка Померанського позбавили влади, але під кінець року він знову повернув її собі.
- Французькі війська звільнили Париж від англійців.
- Війська арагонського короля Альфонсо V захопили Гаету, що зробило його фактичним правителем Неаполітанського королівства.
- Спалахнула війна між швейцарськими кантонами Цюрих та Швіц.
- Воєводою Волощини став Влад II Дракул.
- Освячено купол флорентійського собору Санта-Марія-дель-Фйоре роботи Філіппо Брунеллескі.
- Флорентійський художник Леон-Баттіста Альберті почав писати трактат Про живопис, в якому ратував за принцип перспективи.
- Йоганн Гутенберг розпочав роботу над друканським верстатом.